# Еппл-Веллі (Каліфорнія)
Еппл-Веллі (англ. Apple Valley) — місто (англ. town) в США, в окрузі Сан-Бернардіно штату Каліфорнія. Населення — 75 791 особа (2020).

## Географія
Еппл-Веллі розташований за координатами 34°32′0″ пн. ш. 117°12′37″ зх. д. / 34.53333° пн. ш. 117.21028° зх. д. (34.533376, -117.210358).  За даними Бюро перепису населення США в 2010 році місто мало площу 190,43 км², з яких 189,57 км² — суходіл та 0,86 км² — водойми.

## Демографія
Згідно з переписом 2010 року, у місті мешкало 69 135 осіб у 23 598 домогосподарствах у складі 17 710 родин. Густота населення становила 363 особи/км².  Було 26117 помешкань (137/км²).
Расовий склад населення:
| - 69,1 % — білих - 9,1 % — чорних або афроамериканців - 2,9 % — азіатів - 1,1 % — корінних американців - 0,4 % — вихідців з тихоокеанських островів - 12,1 % — осіб інших рас |

До двох чи більше рас належало 5,2 %. Частка іспаномовних становила 29,2 % від усіх жителів.
За віковим діапазоном населення розподілялося таким чином: 27,9 % — особи молодші 18 років, 56,7 % — особи у віці 18—64 років, 15,4 % — особи у віці 65 років та старші. Медіана віку мешканця становила 37,0 року. На 100 осіб жіночої статі у місті припадало 96,0 чоловіків;  на 100 жінок у віці від 18 років та старших — 91,0 чоловіків також старших 18 років.
Середній дохід на одне домашнє господарство  становив 67 935 доларів США (медіана — 47 938), а середній дохід на одну сім'ю — 72 828 доларів (медіана — 54 240). Медіана доходів становила 55 082 долари для чоловіків та 40 616 доларів для жінок. За межею бідності перебувало 20,6 % осіб, у тому числі 32,8 % дітей у віці до 18 років та 7,3 % осіб у віці 65 років та старших.
Цивільне працевлаштоване населення становило 24 138 осіб. Основні галузі зайнятості: освіта, охорона здоров'я та соціальна допомога — 27,9 %, роздрібна торгівля — 14,8 %, мистецтво, розваги та відпочинок — 9,5 %, будівництво — 7,8 %.